# Muscolo longitudinale superiore
Nell'anatomia umana il  muscolo longitudinale superiore, fa parte dei muscoli intrinseci  della lingua.

## Anatomia
È una lamina impari di fasci muscolari che decorrono sagittalmente sul dorso della base e del corpo della lingua. Originano e s'inseriscono profondamente alla lamina propria della mucosa.

## Funzioni
Le sue funzioni sono quella di accorciare la lingua e di alzare la parte finale.